# Kepler-737b
Kepler-737b jest odkrytą w 2016 roku planetą pozasłoneczną typu superziemia, oddaloną od Ziemi o 669 lat świetlnych.

## Charakterystyka
Kepler-737b jest egzoplanetą o 4,5-krotności masy i 1,96 promienia Ziemi (0,175 promienia Jowisza). Gwiazdę macierzystą okrąża wewnątrz ekosfery, w odległości 0,1422 AU, co 28,5992 dnia. Jeśli nie jest to planeta gazowa, wówczas może nadawać się do zamieszkania. Istnieje możliwość, że planeta zawsze zwrócona jest do swojej gwiazdy macierzystej jedną tylko stroną, co w efekcie powodowałoby nagrzewanie się jednej półkuli oraz wychłodzenie i bycie w stałej ciemności drugiej półkuli. W takim przypadku możliwość zaistnienia życia na planecie byłaby ograniczona do pasa przejściowego między tymi półkulami (tzw. terminator). W miejscu tym mogłaby istnieć woda w stanie ciekłym, a w przypadku cyrkulacji atmosferycznej strefa zdolna do zamieszkania poszerzyłaby się.

### Odkrycie
Planeta Kepler-737b została odkryta 10 maja 2016 roku przy pomocy teleskopu kosmicznego Keplera, przy wykorzystaniu metody tranzytu.

### Nazewnictwo
Kepler-737b jest również nazywany KOI-947.01, KIC 9710326, oraz Gaia DR2 2126820324123177472 b. Nazwa KOI pochodzi od „Kepler Object of Interest”, KIC od „Kepler Input Catalog”, podczas gdy Gaia od europejskiej satelity wystrzelonej 19 grudnia 2013 roku.